# Cariblatta hebardi
Cariblatta hebardi är en kackerlacksart som beskrevs av Rehn, J. A. G. 1945. Cariblatta hebardi ingår i släktet Cariblatta och familjen småkackerlackor.
Artens utbredningsområde är Puerto Rico. Inga underarter finns listade.